# Magallana gryphoides
Crassostrea gryphoides, Ostracites gryphoides, Ostrea gryphoides
Espèce
Synonymes
- Ostrea gryphoides Schlotheim, 1820[1]

Magallana gryphoides est une espèce éteinte d’huîtres.

## Systématique
L'espèce Magallana gryphoides a été initialement décrite en 1820 par le paléontologue allemand Ernst Friedrich von Schlotheim (1764-1832) sous le protonyme d’Ostracites gryphoides.
Cette espèce est considérée comme étant un taxon douteux (taxon inquirendum) par le WoRMS qui, malgré tout, le range dans le genre Magallana contrairement à d'autres sources continuant de le classer dans le genre Crassostrea. Par ailleurs la date de description est 1820 pour le WoRMS, GBIF, NCBI et 1813 pour Paleobiology Database ou Fossilworks, le MNHN.